# Мещериново
Мещериново — деревня в Серпуховском районе Московской области. Входит в состав Липицкого сельского поселения (до 29 ноября 2006 года входила в состав Липицкого сельского округа).

## Население
| 2002 | 2006 | 2010 |
| ---- | ---- | ---- |
| 6    | ↗8   | ↘6   |

## География
Мещериново расположено примерно в 18 км (по шоссе) на юго-восток от Серпухова, у озера Колпино, в пойме реки Оки, высота центра деревни над уровнем моря — 120 м.

## Современное состояние
На 2016 год в деревне зарегистрировано 5 улиц и 1 садовое товарищество. Мещериново связано автобусным сообщением с райцентром и соседними населёнными пунктами.